# Endoconospora indica
Endoconospora indica är en svampart som beskrevs av U. Braun & Hosag. 1993. Endoconospora indica ingår i släktet Endoconospora, divisionen sporsäcksvampar och riket svampar.   Inga underarter finns listade i Catalogue of Life.